# 563. Grenadier-Division
Die 563. Grenadier-Division war eine deutsche Infanteriedivision im Zweiten Weltkrieg. 

## Divisionsgeschichte

### Aufstellung durch Umbenennung
Die Division wurde am 17. August 1944 auf dem Truppenübungsplatz Döberitz bei Berlin für durch den Wehrkreis III im Zuge der 30. Aufstellungswelle aufgestellt. 
Dies erfolgte durch die Umbenennung der kurz vorher aufgestellten Grenadier-Lehr-Division. Kurz nach der Aufstellung wurde die Division zur Heeresgruppe Nord geschickt. 

### Verlegung an die Ostfront
Eigentlich war die Division für den Einsatz beim Unternehmen Tanne West vorgesehen, wurde dann aber im September nach Reval verlegt. 

## 563. Volksgrenadier-Division

### Aufstellung durch Umbenennung
Am 9. Oktober 1944 wurde die Division in 563. Volksgrenadier-Division umbenannt. 

### Kurland
Die Unterstellung erfolgte erst unter die 16. Armee, später unter die 18. Armee. Es folgten Kämpfe im Kurland-Kessel. Im November 1944 wurde die Division eingeschlossen und kämpfte in den sechs Kurlandschlacht. 

### Divisionskampfgruppe 563. VGD
Nach heftigen Verlusten musste die Division Ende November 1944 auf eine Kampfgruppe herabgestuft werden. 

### Kapitulation
Bei Kriegsende geriet die Division bei Libau in Lettland in sowjetische Kriegsgefangenschaft.

## Kommandeure
- Oberst/Generalmajor Ferdinand Brühl: von der Aufstellung bis Ende Februar 1945
- Oberst/Generalmajor Werner Neumann: von Februar 1945 bis Kriegsende

## Gliederung
- Grenadier-Regiment 1147, nach der Umbenennung aufgrund der vorangegangenen Verluste aufgelöst und zu einer Füsilier-Einheit herabgestuft
- Grenadier-Regiment 1148
- Grenadier-Regiment 1149
- Artillerie-Regiment 1563
- Füsilier-Kompanie 563
- Divisions-Einheiten 1563